# Raphaël Diligent
 (novembre 2015).
Pour les articles homonymes, voir Diligent.
Raphaël Diligent, né le 17 mai 1884 à Flize (Ardennes) et mort le 11 juillet 1964 à Paris, est un artiste français qui fut à la fois sculpteur, peintre, illustrateur et occasionnellement acteur de cinéma.

## Biographie
Charles Louis Diligent dit Raphaël (ou Rapha) Diligent est né le 17 mai 1884 à Flize (Ardennes).
Sculpteur, il est l’élève d’Auguste Rodin et de François Pompon. On lui doit notamment un buste de Camille Claudel, une terre cuite représentant Mirabeau, un Saint Joseph, ainsi que de nombreuses sculptures animalières. Il expose au Salon des indépendants de 1927 une terre-cuite, Baigneuses et un marbre, Portrait de fillette.
Il vit avec la journaliste, femme de lettres et militante socialiste Fanny Clar (1875-1944), dont il illustre plusieurs ouvrages (Les mains enchantées, 1924 ; Vitivit et sa nichée, 1931 ; Nous allons jouer, 1935 ; Dix-sept et un, 1938).
Installé à Orgerus (Yvelines), ville dont il est conseiller municipal de 1935 à 1945, il se rend souvent à Nevers où il a des attaches. Il est amené ainsi à illustrer Des vertes et des pas mûres de J.-H. Gromolard (Fortin, 1938), Deux contes de Claude Tillier (Chassaing, 1949) et Mes chiens d’André Taminau (Chassaing, 1955).
Comme acteur, il joue sous le nom de Rafa Diligent dans deux films de Jean Vigo, Zéro de conduite (1933) et L’Atalante (1934) où il incarne Raspoutine, le trimardeur.
Il meurt le 11 juillet 1964 en son domicile, au no 3, rue Campagne-Première dans le 14e arrondissement de Paris, et est inhumé  au Cimetière parisien de Thiais (46e division).
Son petit-fils François Clar (1931-2011) était artiste peintre.